# Youri Bandajevsky
Youri Ivanovitch Bandajevsky (en biélorusse : Юрый Бандажэўскі / Iouri Bandajewski, en russe : Юрий Иванович Бандажевский / Iouri Ivanovitch Bandajevski ; aussi orthographié Yuri Bandazhevsky suivant la graphie anglaise), né le 9 janvier 1957 en Biélorussie et naturalisé français le 23 septembre 2014, est à la fois professeur de médecine et anatomo-pathologiste travaillant sur les conséquences sanitaires de la catastrophe nucléaire de Tchernobyl de 1986.

## Biographie
Fils unique, son père était un officiel du Parti et sa mère enseignante. À l'âge de 16 ans, il entre à l'université médicale d'État de Grodno.
En 1987, après l'obtention de son deuxième doctorat de spécialisation, il devient directeur du Laboratoire central de recherches scientifiques de Biélorussie. Profondément marqué par l'accident de Tchernobyl, il s'engage dès les premières heures en proposant à l'Académie de sciences et au ministère de la santé une série de mesures et des projets de recherche. À l'âge de 33 ans, il devient le plus jeune professeur de médecine de l'ex-Union soviétique et s'installe, avec sa femme Galina, pédiatre et cardiologue, à Gomel, à 130 kilomètres au nord de Tchernobyl, où, en 1990, il est nommé recteur à l'université de médecine. Pendant neuf ans, il publie quelque 240 travaux sur les effets délétères de la radiation à faibles doses et est lauréat de cinq médailles internationales.
Par différentes approches (expérimentations, examens cliniques, autopsies), Bandajevsky met en évidence les processus pathologiques induits par la contamination chronique des enfants. Ses recherches portent notamment sur la corrélation entre le taux de césium 137 mesuré dans leur organisme et les altérations cardiaques (arythmie cardiaque…) révélées par l'électrocardiogramme. Il arrive à la conclusion « que l'action prolongée d'éléments radioactifs à faibles doses, en particulier le césium 137, sur des organes et systèmes vitaux comme le système cardio-vasculaire, le foie, les reins, le système reproducteur, produisent des modifications pathologiques lourdes liées essentiellement à des atteintes au niveau des gènes, de l'information génétique ».
En 1999, le professeur Bandajevsky est un scientifique de référence. C'est en cette qualité qu'il est nommé en tant qu'expert à une commission de contrôle pour évaluer l'utilisation des fonds versés par la communauté internationale pour les victimes de Tchernobyl. Son rapport, dresse un bilan soulignant le gaspillage de 95 % des fonds publics consacrés à la recherche sur les conséquences de Tchernobyl, s'en prenant à un institut dépendant du ministère de la Santé. Car, comme il dira plus tard dans une lettre adressée aux scientifiques, « La vérité doit être entendue. Selon moi, là est la tâche principale des hommes qui ne sont pas indifférents au destin de l'humanité tout entière. »
Par la même occasion, il interpelle le président de la Biélorussie, Loukachenko, pour demander une réorientation de la recherche médicale afin de la rendre plus efficace. En 1999, la télévision biélorusse diffuse Le Cœur de Tchernobyl basé sur ses travaux sur des données concernant les effets délétères de l'incorporation chronique de produits radioactifs, et des conséquences d'une exposition chronique aux radiations.
Dans la nuit du 13 juillet 1999, le professeur Bandajevsky est arrêté, accusé d'avoir reçu des pots-de-vin pour un montant total de 25 000 $. Il est condamné par le collège militaire de la cour suprême, le 18 juin 2001, à 8 années de prison - malgré la rétractation publique de son accusateur -, au terme d'un procès où les observateurs de l'OSCE et Amnesty International ont dénoncé au moins 8 infractions au code en vigueur en Biélorussie. Les personnes accusées de l'avoir corrompu ont été jugées innocentes.
Son témoignage sur les mauvais traitements physiques et psychologiques dans les prisons biélorusses ainsi que sa longue lutte de résistance peut être consulté dans les « Lettres de prison et relégation » recueillies et traduites par Wladimir Tchertkoff. C'est grâce à ce dernier, qui prend contact avec Solange et Michel Fernex, puis avec le GSIEN et d’autres que la nouvelle de son incarcération est connue à l'ouest à partir d'octobre 1999.
Amnesty International l'adopte comme prisonnier d'opinion, et d'autres organisations interviennent en sa faveur. En 2001 le parlement européen lui discerne le Passeport pour la liberté.
La CRIIRAD s’engage dans le soutien en février 2001. Elle organise, avec d’autres associations, une manifestation internationale le 25 mai 2002, à Genève, devant le Palais des Nations et devant l'OMS, afin d’interpeller l'ONU, l'OMS et les autorités biélorusses.
En juin 2002 le Comité Bandajevsky pour "le droit à la vérité et à la justice" se constitue. Il crée un site et fédère le soutien des différentes ONG – Amnesty International, France Libertés, la FIDH, Réseau sortir du nucléaire et d'autres associations de défense de l'environnement ou de la santé… autour de multiples actions. Un « manifeste » publié dans Le Monde, incite les municipalités et les assemblées territoriales à faire de Bandajevsky leur citoyen d’honneur : il  fera l’objet de 24 citations. De plus, il a été fait docteur honoris causa de l’université de la Méditerranée. Il fut aussi l’un des sept nommés pour le prix Sakharov en 2003 et fit l’objet d’une action de soutien des Académies des sciences au niveau international en mars 2005. Il est aussi membre d’honneur de l’association des cyber-journalistes.
Même de virulents adversaires de ses théories demandent sa libération, tel André Aurengo qui écrit dans une brève critique de ses travaux : « Nous ne les citons que pour affirmer notre solidarité avec leur auteur (Pr Bandazhevsky) qui a le droit de se tromper sans encourir les graves ennuis judiciaires dont il est l'objet en Biélorussie. »
La libération de Bandajevsky survenue le 6 janvier 2006 a été intégrée dans les négociations entre la Biélorussie de Loukachenko et l'Union européenne. En avril 2006, Youri Bandajevsky, indésirable en Biélorussie, a reçu une bourse de recherches d'un an financée par le conseil régional d'Auvergne et il s'est installé en France à Clermont-Ferrand,. Dans le même temps, un projet de création d'un laboratoire international indépendant à Minsk, en partenariat avec la CRIIRAD a été lancé.

## Critique
Il y a controverse au sujet des recherches du professeur Bandajevsky. Certains scientifiques[Qui ?] ont dès le départ refusé l’idée du caractère pathogène de faibles doses de Césium 137 incorporé en particulier par l’alimentation.
Selon A. Gonzales, représentant l'AIEA en 2001 à la conférence de Kiev, il n'y a aucun impact sur la santé attribuable à Tchernobyl par exposition à la radiation au-delà de 31 morts à la suite des lésions causées par la radiation et 2 000 cancers évitables de la thyroïde chez l'enfant. Ce bilan a été révisé à la hausse par le communiqué  de l’OMS-AIEA du 5 septembre 2005 (environ 56 décès et 4 000 décès potentiels par cancers), puis dans le rapport définitif de 2006, qui estime qu'il y a eu « 4 000 décès parmi les 600 000 personnes les plus exposées » pour les seuls cancers solides, ainsi que « 5 000 autres parmi les 6 millions de personnes proches ».
Le professeur Aurengo, chef du service de médecine nucléaire de la Pitié-Salpêtrière, considère que les travaux de Bandajevsky « n'ont pas été faits avec les précautions méthodologiques minimales et n'ont aucune crédibilité » et que seules « des publications confidentielles, sans comité de lecture » ont accepté de les publier.
L'IRSN signale avoir démarré un programme de recherches sur l'existence de pathologies non-cancéreuses liées à Tchernobyl, visant à confirmer ou infirmer l'existence des arythmies cardiaques reportées par Youri Bandajevsky et leurs liens avec une éventuelle contamination au césium 137.